# Rivalidad Arsenal-Manchester United
La rivalidad entre el Arsenal y el Manchester United es notable en el fútbol inglés, ya que ambos clubes son reconocidos por tener una gran historia y tradiciones. Aunque los dos clubes han estado frecuentemente en la misma división desde 1919, la rivalidad se instigó en 1990, cuando una pelea dio lugar a que ambos clubes tuvieran reducciones de puntos en la Football League First Division.
Muchos de los enfrentamientos entre los dos equipos a finales de la década de 1990 y en la década del 2000 se debieron a que los equipos son rivales feroces en la Premier League y la FA Cup. Durante este período, hubo enemistad entre los dos entrenadores con más años en la historia de la Premier League, Arsène Wenger (1996–2018) del Arsenal y Alex Ferguson (1986–2013) del United, y sus excapitanes de clubes Patrick Vieira y Roy Keane. Ambos gerentes se animaron mutuamente para lograr un mayor éxito, y los encuentros a menudo involucraban problemas en el campo –se mostraron siete tarjetas rojas en los partidos desde febrero de 1997 hasta febrero de 2005–. El partido de la liga en septiembre de 2003, conocido como la «Batalla de Old Trafford», se vio empañado por un combate motivado por los jugadores del Arsenal, quienes sintieron que el delantero Ruud van Nistelrooy había engañado para que expulsaran a Vieira. Una temporada más tarde, el Manchester United puso fin a la carrera invicta del Arsenal en circunstancias controvertidas, lo que llevó a más desorden, esta vez en el túnel de vestuarios.
Se considera que la rivalidad de Ferguson y Wenger llegó a un final natural en la final de la FA Cup de 2005, dado que el club de Londres sufrió un período de transición. Para 2008, el exjugador del Arsenal, Lee Dixon, notó que la rivalidad había disminuido un poco, mientras que el propio Ferguson declaró que los dos equipos se han enfriado de los intercambios que antes estaban «acalorados». Se han sugerido varios factores para la importancia decreciente de la rivalidad en la década de 2010, como el ascenso de otros clubes, incluidos los rivales locales de ambos –Chelsea, Tottenham Hotspur y Manchester City–.
El Arsenal y el Manchester United jugaron su primer partido competitivo en octubre de 1894; A partir de mayo de 2024, los dos clubes se han enfrentado 245 veces en total. El United ha ganado 99 a los 91 del Arsenal, y 55 partidos han terminado en un empate. Wayne Rooney ha anotado la mayor cantidad de goles en el enfrentamiento con 12 tantos, mientras que Ryan Giggs es el jugador con el mayor número de apariciones con 50. Varios jugadores han jugado en ambos clubes en diferentes etapas de su carrera, como Brian Kidd, Andy Cole, David Platt, Robin van Persie, Danny Welbeck, Henrij Mjitarián  y el exmánager George Graham.

## Historia

### Orígenes
Un partido particularmente memorable entre las dos partes se produjo el 1 de febrero de 1958, cuando se encontraron por liga en Highbury. Fue el último partido de liga que jugó el United antes del desastre aéreo de Múnich cinco días después, que se cobró la vida de ocho de sus jugadores y vio a otros dos jugadores lesionados de tal manera que nunca volvieron a jugar. El United ganó el juego 5–4, con goles de Tommy Taylor –dos veces–, Duncan Edwards, Bobby Charlton y Dennis Viollet. Cinco de los jugadores del United que perderían la vida como resultado del choque salieron al campo en el juego el capitán y defensa Roger Roger, los centrocampistas Eddie Colman, Mark Jones, Edwards y el delantero Taylor.
Otro choque de alto perfil se produjo más de 20 años después, en la final de la FA Cup el 12 de mayo de 1979. Una multitud de personas vio al Arsenal tomar una ventaja de 2-0 en el primer tiempo gracias a los goles de Brian Talbot y Frank Stapleton, y con solo cinco minutos en el reloj, su ventaja aún estaba intacta. Luego, en el minuto 86, Gordon McQueen marcó el primer gol para el United, y dos minutos más tarde igualó con un tanto de Sammy McIlroy. Sin embargo, apenas un minuto después de que el United igualara, Alan Sunderland del Arsenal anotó un gol en el minuto 89 para que el equipo ganara la copa por 3-2.
Aunque el Arsenal y el Manchester United habían disputado previamente muchos partidos importantes, Alex Ferguson creyó que la rivalidad comenzó en enero de 1987 cuando expulsaron a David Rocastle por tomar represalias contra una falta sobre Norman Whiteside. Sin embargo, en general se percibe que comenzó en octubre de 1990, cuando una pelea entre ambos equipos en Old Trafford dio como resultado que ambos clubes perdieran puntos en la First Division de 1990–91. La pelea comenzó cuando Anders Limpar, del Arsenal, quien anotó el único gol del juego, compitió por el balón con el defensa del Manchester United, Denis Irwin. El compañero de equipo de Limpar, Nigel Winterburn, se enfrentó a Irwin, lo que llevó a Brian McClair e Irwin a tomar represalias. Winterburn fue empujado a las vallas publicitarias y todos los jugadores, excepto el portero David Seaman, participaron en un combate de 20 segundos. Además de una deducción de puntos, ambos clubes multaron a varios de sus jugadores, y en el caso del Arsenal, también a su mánager. Arsenal y United se enfrentaron en Highbury poco más de un mes después en la cuarta ronda de la Copa de la Liga. El extremo de 19 años, Lee Sharpe anotó un hat-trick donde el United ganó por 6-2.

### 1996 – 2003

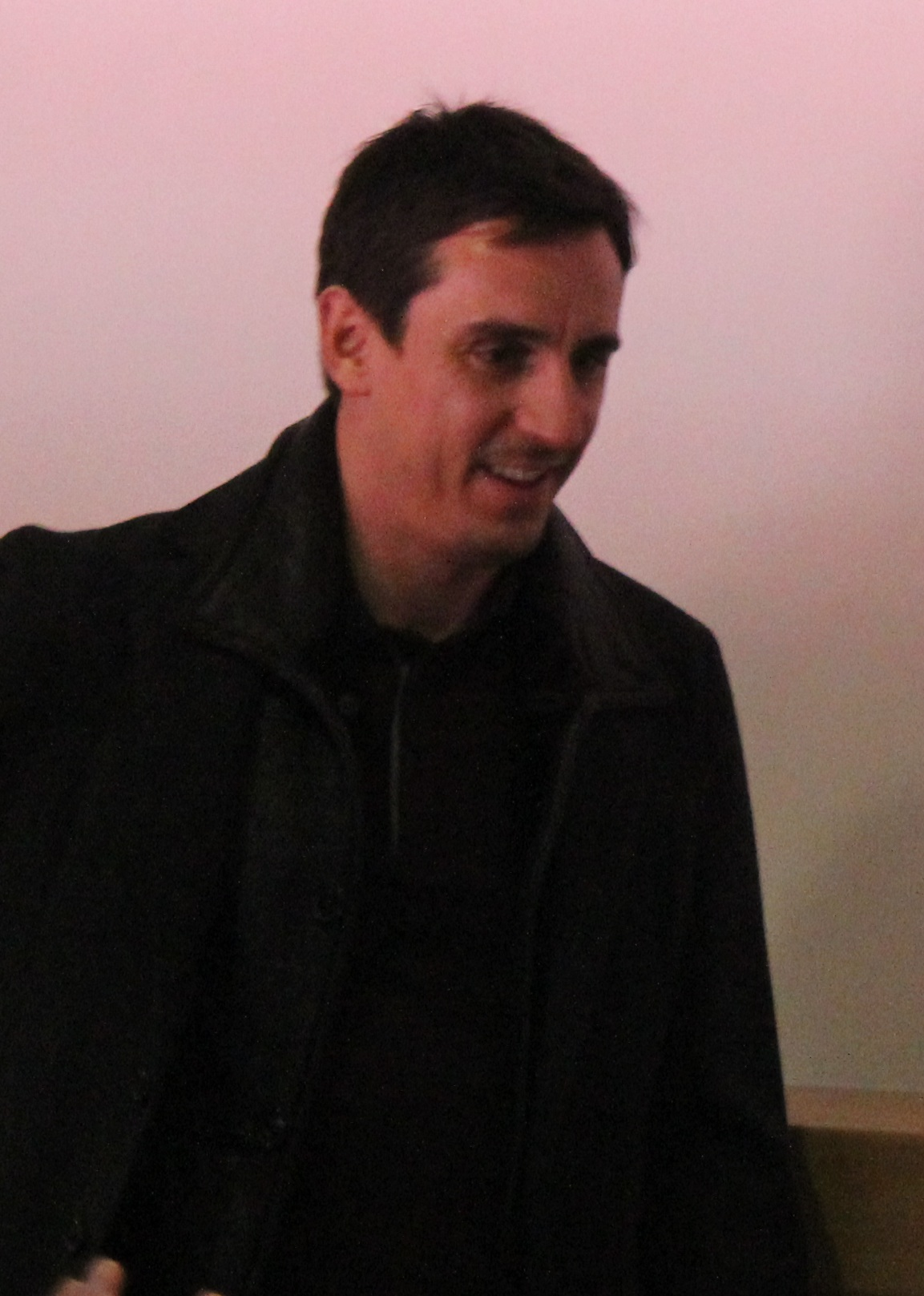
Gary Neville describió al Arsenal en 1998 como «experimentado y fuerte, tanto mental como físicamente».

La rivalidad se intensificó tras la llegada de Arsène Wenger en octubre de 1996. Un partido de liga entre las dos partes en febrero de 1997 se vio empañado por un incidente entre Ian Wright del Arsenal y Peter Schmeichel del United: el delantero disputó la pelota con ambos pies y golpeó al portero con sus tacos. Se produjo una confrontación y la policía intervino para mantener a los jugadores separados después del pitido final. El comportamiento de Wright fue analizado en una audiencia, donde se quejó de haber sido víctima de abuso racial por parte de Schmeichel, momento en el que la FA intervino y se reunió con representantes de ambos clubes. En abril de 1997, Wright y Schmeichel resolvieron sus diferencias, pero la animosidad de los gerentes entre sí comenzó a hacerse evidente. Wenger había comentado que la Premier League debía extender la temporada para aliviar la congestión de partidos del Manchester United, a lo que Ferguson replicó públicamente «Tal vez debería concentrarse en los tackles de Ian Wright en lugar del Manchester United. Está en un gran club, bueno, el Arsenal solía ser un gran club, y tal vez el próximo año podría estar en la misma situación. Me pregunto qué será la historia en ese momento».
United había ganado cuatro de las primeras cinco ediciones de la Premier League, y estaba en camino de continuar su dominio luego de abrir una ventaja considerable en febrero de 1998. Sin embargo, las lesiones y los malos resultados desestabilizaron al equipo, cuando Arsenal visitó el Old Trafford en marzo, parecía probable que el equipo se sumara a la carrera por el título. Wenger fue optimista sobre las posibilidades de su equipo «La semana pasada te dije que la carrera no había terminado cuando los corredores de apuestas dejaron de apostar. Sorpresa, sorpresa, han comenzado a tomar dinero de nuevo». Un gol de Marc Overmars puso al Arsenal en camino a la victoria, lo que los dejó seis puntos atrás con tres juegos por disputar. Finalmente ganaron la liga y se aseguraron el «doblete» al vencer al Newcastle United en la final de la FA Cup.
| «Fue un trauma para nosotros. Todavía puedo escuchar los gritos de su equipo ganando, no podían creerlo porque se habían quedado con 10 hombres. Y creo que eso los puso en una ola de euforia y luego ganaron el título - justamente».—Arsène Wenger reflexionando sobre el replay de semifinales de la FA Cup. |

Arsenal comenzó la temporada 1998–99 con una victoria por 3-0 sobre el United en la Charity Shield; Ferguson no estaba preocupado por el resultado, pero perder ante los campeones un mes más tarde por el mismo marcador fue, según sus palabras, «mucho menos tolerable». Ambos clubes nuevamente compitieron por honores domésticos; El United esta vez superó al Arsenal por un punto para recuperar el título de liga. También se enfrentaron en la semifinal de la FA Cup, que se jugó una vez que el primer juego terminó sin goles. David Beckham y Dennis Bergkamp anotaron para sus respectivos clubes, faltando poco para el final, Roy Keane fue expulsado, y se otorgó un penalti para Arsenal. Schmeichel salvó el intento de Bergkamp y el empate se mantuvo para ir a tiempo extra. Ryan Giggs anotó memorablemente el gol ganador, al tomar posesión de la línea media y driblar a toda la defensa del Arsenal antes de disparar al arco de David Seaman. «Un partido terminó con una invasión al campo, peleas esporádicas y David Beckham salió del campo con una lesión en el hombro», escribió Matt Dickinson en The Times. El United completó el «triplete», ganando la UEFA Champions League.
La rivalidad continuó en el nuevo milenio, aunque el control interno del Manchester United se apretó. Terminaron con 18 puntos de ventaja sobre el Arsenal en la temporada 1999-2000 y completaron un hat-trick de títulos en la siguiente temporada. Cualquier indicio de que el equipo de Ferguson pudiera ser alcanzado se desvaneció cuando el equipo de Ferguson venció al Arsenal 6–1 en febrero de 2001. Dwight Yorke anotó un triplete, donde Wenger alineó a un par de defensas relativamente inexpertos Gilles Grimandi e Igors Stepanovs para cubrirlo. Al final de la campaña, Ferguson anunció su decisión de retirarse. Según informes, aprobó una oferta para contratar al mediocampista Patrick Vieira, quien estaba molesto por la inactividad en la transferencia por parte del Arsenal. El fichaje nunca llegó; Wenger culpó a sus rivales por «... acercarse a Patrick sin contactarnos, y eso realmente no es respetar las reglas». El United hizo un inicio indiferente de campaña en liga, y en febrero de 2002, Ferguson volvió a su plan de jubilación por consejo de su familia. El Arsenal llegó a su ritmo cuando la temporada 2001–02 llegó a su fin, ganando el «doblete» por segunda vez en cuatro años. El campeonato se decidió en Old Trafford en el penúltimo juego de la temporada; Wenger describió la victoria por 1-0 de su equipo como un «cambio de poder».
El United volvió a ganar el título de liga en la temporada 2002-03, cuando parecía que el Arsenal lo retendría. El partido final de temporada entre los equipos terminó en circunstancias controvertidas luego de que los árbitros del partido permitieron que el segundo gol de Thierry Henry se mantuviera a pesar de que el jugador estaba en fuera de juego y Sol Campbell fue expulsado por un codazo sobre Ole Gunnar Solskjær en el empate 2-2. El Arsenal derrotó al United en camino hacia el título de la FA Cup y ambos equipos disputaron la Community Shield de 2003 al comienzo de la temporada 2003-04. En un partido muy disputado, Phil Neville recibió una amarilla en el primer minuto después de un choque con Vieira y un minuto más tarde, Ashley Cole recibió una amarilla por cometer una falta contra Solskjær. También se mostraron tarjetas amarillas a Quinton Fortune y Paul Scholes para United y Vieira para Arsenal. Al sustituto Francis Jeffers se le mostró una roja directa por una patada a Phil Neville y, a pesar de que originalmente quedó impune, Campbell recibió una sanción de tres partidos por parte de la FA por patear  a Eric Djemba-Djemba. El juego terminó 1–1 después de 90 minutos y el United finalmente ganó la Community Shield 4–3 en penales.

### 2003 – 04: pleito y semifinal de Copa
|  | Para más detalles, consultar Batalla de Old Trafford |

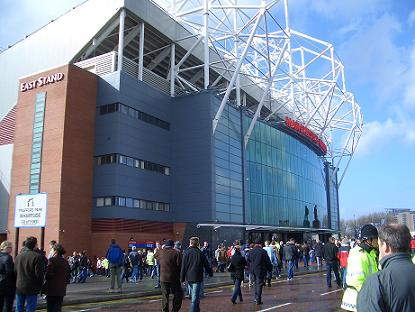
Old Trafford fue el escenario de otra pelea entre los dos clubes.

La rivalidad se intensificó en septiembre de 2003, cuando el Arsenal viajó a Old Trafford. En el partido, a Vieira se le mostró una segunda tarjeta amarilla por su parte en un altercado con el delantero Ruud van Nistelrooy, y durante el tiempo de descanso, el defensor Martin Keown derribó a Diego Forlán en el área penal del Arsenal. El United recibió un penal y Van Nistelrooy se adelantó para tomarlo, pero su disparo rebotó en el travesaño. Esto fue seguido por escenas de júbilo de los jugadores del Arsenal, que se enfrentaron a Van Nistelrooy después de su fallo y la pelea resultante llevó a otros incidentes después del pitido final. La FA inmediatamente tomó acción, acusando a seis jugadores del Arsenal –Jens Lehmann, Ray Parlor, Lauren, Cole, Keown y Vieira– por conducta impropia. El club fue multado con £ 175,000, la más alta otorgada a un club por la FA en ese momento. Lauren recibió una sanción de cuatro juegos, mientras que Vieira y Parlor recibieron suspensiones de un partido.
El siguiente partido entre estos dos clubes se celebró en Highbury en marzo de 2004, y terminó nuevamente en un empate. El equipo de Ferguson eliminó al Arsenal de la semifinal de la FA Cup en Villa Park el fin de semana siguiente; Los aficionados del United en el estadio coreaban «¿Dónde está su triplete?» a sus rivales. El United ganó la FA Cup, mientras que el Arsenal recuperó el título de liga sin perder ningún partido. Se enfrentaron en el Community Shield de 2004 y el Arsenal ganó el partido 3–1.

### 2004 – 05: fin del invicto, pelea en el túnel
|  | Para más detalles, consultar Batalla en el Buffet |

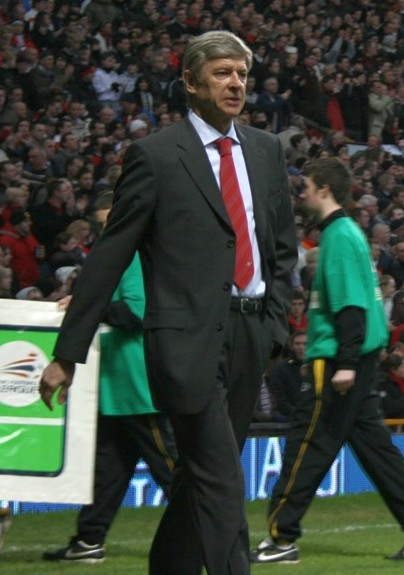
Arsène Wenger fue muy crítico con el desempeño de Mike Riley, sugiriendo que el árbitro estaba a favor del equipo local.

Cuando el Arsenal jugó contra el Manchester United, el club había extendido su invicto en liga a 49 juegos. El United se ubicaba en el sexto lugar de la tabla, a 11 puntos del Arsenal y estaba decidido a terminar con la racha invicta de sus rivales. Ferguson en su conferencia de prensa describió la conducta del Arsenal en el encuentro hacía un año como «... lo peor que he visto en este deporte. No es de extrañar que estuvieran tan encantados con los veredictos».
El partido de liga de octubre de 2004, que tuvo lugar en Old Trafford, se vio afectado por una serie de faltas, que el árbitro Mike Riley pasó por alto, incluido el choque de Cole contra el delantero Van Nistelrooy. El Arsenal dictó gran parte del juego, pero a medida que se acercaba a su fin, el United amenazó. El equipo local recibió un penal cuando el juez determinó que Wayne Rooney había recibido una falta en el área de Campbell. Van Nistelrooy anotó y al final del juego Rooney anotó para darle a United una victoria por 2-0. Los ánimos se encendieron en el túnel; Wenger se enfrentó a Van Nistelrooy por su entrada sobre Cole, pero Ferguson intervino y le dijo que dejara a sus jugadores en paz.  Una pizza fue lanzada a Ferguson por un jugador del Arsenal, lo que lo obligó a cambiarse y ponerse el ropa del club para llevar a cabo sus tareas de televisión. Nunca se produjo una investigación sobre el «Pizzagate» ya que ambos clubes guardaron silencio.
Los clubes se volvieron a encontrar cinco semanas después en los cuartos de final de la Copa de la Liga en Old Trafford y, a pesar de que ambos clubes se enfrentaron a equipos debilitados, al partido no le faltó drama. David Bellion le dio la ventaja al United a los 19 segundos, pero los ánimos se desbordaron en la segunda mitad; una entrada de Robin van Persie a Kieran Richardson resultó en una pelea entre los dos equipos, que concluyó con los dos protagonistas amonestados por el árbitro Mark Halsey. El juego terminó 1-0. En el partido de vuelta en liga, los capitanes de los clubes Keane y Vieira tuvieron que ser separados en el túnel antes del partido por el árbitro Graham Poll. Keane acusó al mediocampista del Arsenal de intimidar a su compañero de equipo Gary Neville, y luego le dijo a la prensa: «Le dije: 'Venga y digamelo a mí'. Tan simple como eso. Si quiere intimidar a algunos de mis compañeros de equipo, entonces que lo intente con algunos de los otros jugadores. Creo que Gary Neville es un blanco fácil. No lo estaba teniendo». Vieira le dio al Arsenal la ventaja en el minuto ocho del partido, pero el United se quedó con el encuentro por 4–2.
En mayo de 2005, Arsenal y United disputaron la 124ª final de la FA Cup. Fue la primera vez en la historia de la competición que la final se decidió mediante los lanzamientos desde el punto del penal. El Arsenal venció al United 5–4, luego de un empate sin goles en tiempo extra. El delantero del Arsenal, José Antonio Reyes, se convirtió en el segundo jugador en la final de la Copa en ser expulsado, luego de su segunda tarjeta amarilla casi al final del tiempo extra.

### 2005 – presente

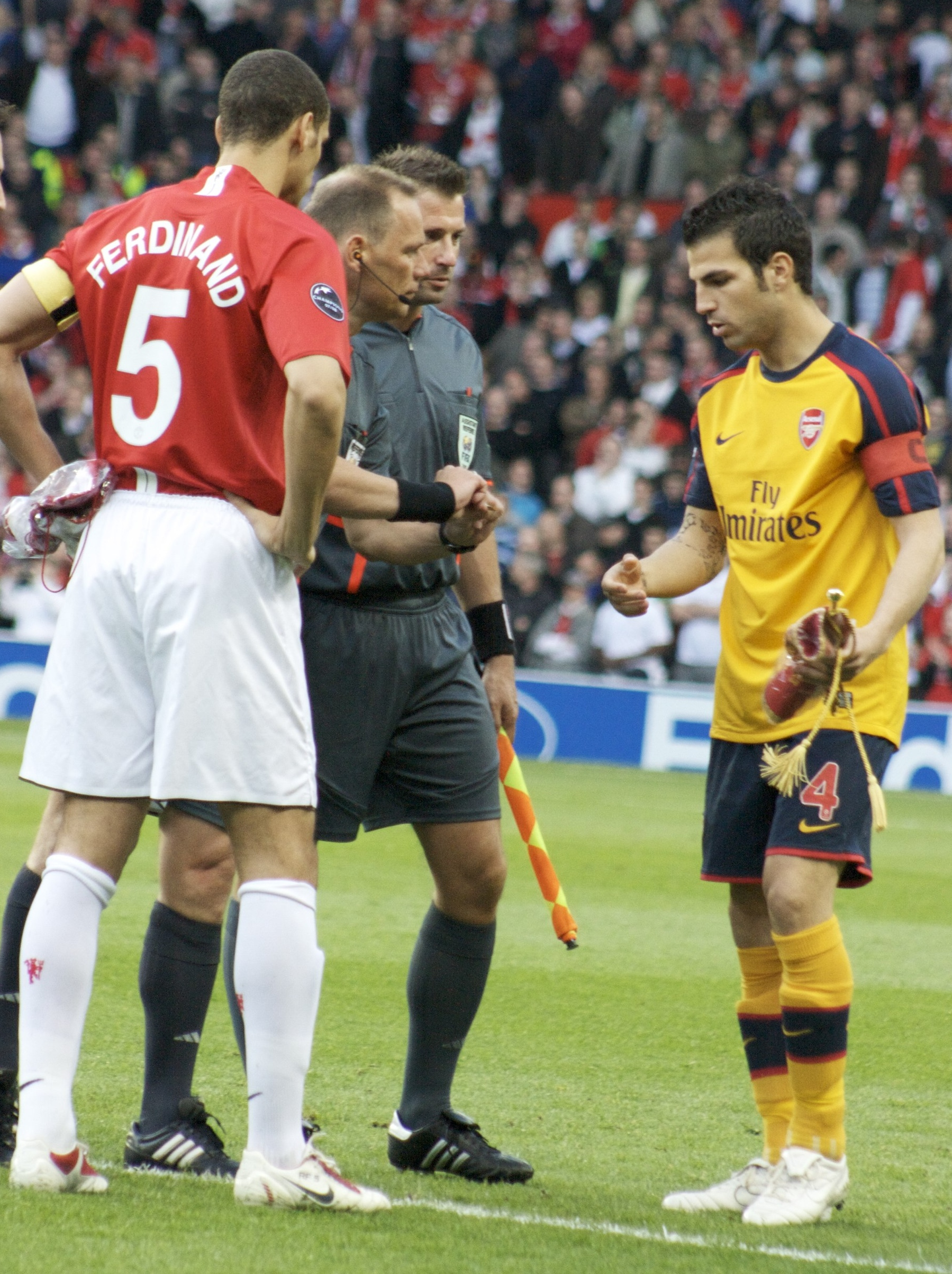
Rio Ferdinand y Cesc Fàbregas en discusión con el árbitro antes del primer partido europeo entre los dos clubes en abril de 2009.

La aparición del Chelsea como retadores al título puso fin al duopolio doméstico del Arsenal y el Manchester United. El club de Londres ganó dos títulos consecutivos de liga en 2004-05 y 2005-06 bajo la dirección de José Mourinho, en un momento en que el Arsenal y el United pasaron por un período de transición. Vieira y Keane habían abandonado sus respectivos clubes a finales de 2005, mientras que Ferguson fue sometido a un intenso escrutinio sobre su gestión. Sin embargo, guio a su equipo a la Premier League en 2006-07, y ganó otros cuatro títulos de liga. En el Arsenal, Wenger estuvo en la reubicación del club al Emirates Stadium y tomó la decisión de darle prioridad al fortalecimiento del equipo. El club vendió varios jugadores experimentados, llenándolos con talento más joven. La victoria de la FA Cup en 2005 fue su última medalla hasta la FA Cup de 2014.
Aunque la rivalidad se enfrió, los dos clubes seguían involucrados en batallas fascinantes; Jamie Jackson, de The Guardian, escribió después de un encuentro en noviembre de 2007: «Por primera vez, aquí hubo suficiente espectáculo como para satisfacer la exageración previa al partido y convencer a los millones de espectadores de que la Premier League podría tener los mejores futbolistas que pueden jugar las mejores cosas». En 2009, los equipos se enfrentaron en las semifinales de la UEFA Champions League 2008–09, donde el United ganó 4-1 en el global. El defensa del United Patrice Evra fue contundente en su evaluación posterior al partido: «Fueron 11 hombres contra 11 niños. Nunca dudamos de nosotros mismos. Tenemos mucha más experiencia y eso es lo que hizo la diferencia».

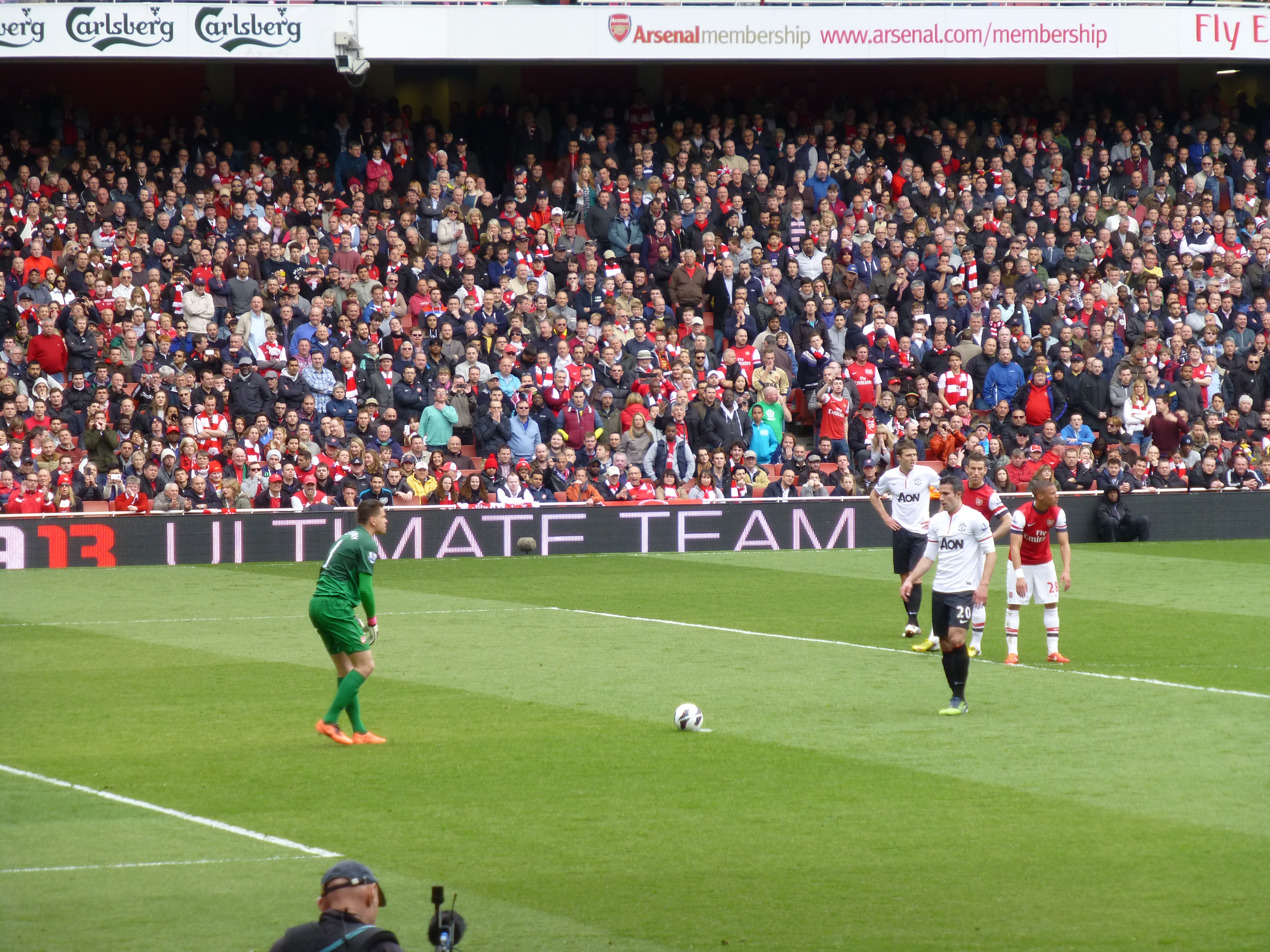
Robin van Persie a punto de realizar un penal contra su anterior equipo, abril de 2013

En diciembre de 2010, Ferguson hizo un pedido personal a los fanáticos del United para que ya no cantaran «enfermo» a Wenger, ya que ese tipo de cánticos de los fanáticos se consideraban una vergüenza para el club. Con ambos equipos compitiendo por el título de la Premier League en mayo de 2011, el Arsenal ganó su primer partido contra el Manchester United desde noviembre de 2008, para dejar al United solo tres puntos por delante del Chelsea y seis por delante del Arsenal en los últimos tres partidos de la temporada. Sin embargo, el United ganó la liga, nueve puntos por delante del Chelsea y 12 puntos por delante del Arsenal.
En agosto de 2011, el Arsenal sufrió la mayor derrota de liga en 84 años, ya que perdió 8-2 ante el Manchester United en Old Trafford. El Arsenal no había perdido un partido de liga por un margen tal desde 1927 cuando perdieron 7-0 ante el West Ham United en la antigua First Division. Esta fue también la primera vez que concedieron ocho goles en un juego desde 1896, cuando perdieron 8-0 ante el ahora desaparecido Loughborough en la antigua Second Division. Un año más tarde, el delantero Robin van Persie se unió al United, habiendo declarado que no renovaría su contrato con el Arsenal. Se especuló que se mudaría a un club extranjero, pero firmó para el club de Mánchester, el primer jugador del Arsenal que lo hizo desde Viv Anderson en 1987. Ferguson llamó a Wenger para hacer un trato cuando se enteró de la situación del contrato. Van Persie jugó un papel decisivo en el campeonato de liga del United en 2012-13: la última de Ferguson, y casualmente recibió una guardia de honor de sus excompañeros de equipo antes de que el United enfrentara al Arsenal en el Emirates en abril de 2013.

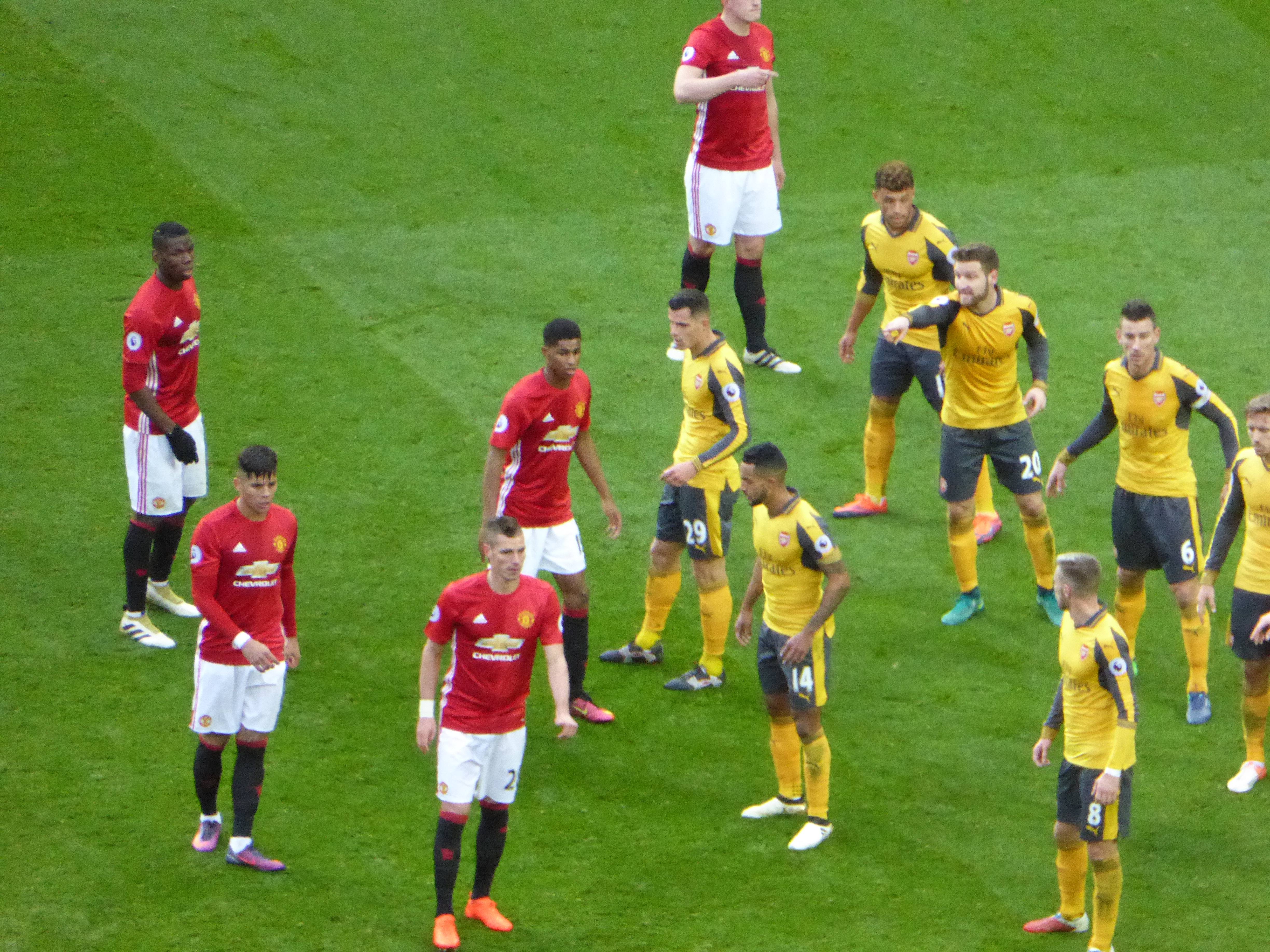
Un partido de liga entre el United y el Arsenal, noviembre de 2016. A pesar de la animosidad anterior entre Mourinho y Wenger, la rivalidad se ha suavizado.

El nombramiento de Mourinho como mánager del United en 2016 añadió un nuevo giro a la rivalidad, dada la animosidad previa entre él y Wenger. El escritor de deportes Daniel Taylor, sin embargo, argumentó que el estancamiento de Wenger impidió cualquier confrontación entre los dos entrenadores, y escribió: «Ferguson dejó de apuntar sus púas a Wenger una vez que quedó claro que su viejo enemigo ya no era capaz de producir equipos ganadores de títulos y no se siente como una coincidencia que Mourinho también parece indiferente ahora que el Arsenal ha retrocedido aún más». El ex mediocampista Phil Neville criticó a los jugadores por abrazarse en el túnel antes de un partido de la liga en mayo de 2017, calificando a las bromas como «tonterías totales». En diciembre de 2017, los analistas calcularon el encuentro de la liga entre los dos equipos como el primer juego de mil millones de libras de la Premier League.
Antes del último partido de Wenger contra el United en abril de 2018, Channel 5 emitió un documental de una hora de duración titulado "The Feud", descrito en una reseña de The Guardian como "estimulante". Previo al partido, Fergsuon rindió homenaje a Wenger, declarando que siempre lo respeto a pesar de la rivalidad, y que los dos clubes habían "hecho la Premier League". Los aficionados del United ovacionaron a Wenger antes del partido en Old Trafford, que terminó con una derrota por 2-1 gracias a un gol de Marouane Fellaini en el último minuto, un resultado calificado como "cruel pero predecible"; el Arsenal había ganado solo un partido en 15 años como visitante.

## Ferguson y Wenger
No fue hasta la llegada de Wenger en octubre de 1996 que el Arsenal resurgió como un serio competidor de la liga. Para el final de la temporada 1996–97, el Manchester United acumuló su cuarto título en cinco temporadas, mientras que Arsenal terminó la campaña en tercer lugar, su posición más alta desde la formación de la Premier League en 1992. Durante la temporada, Wenger comentó sobre los cambios de reglas lo que permitió una extensión al calendario de la liga: «Es incorrecto que el programa se extienda para que el Manchester United pueda descansar y ganar todo». Su observación irritó a Ferguson, quien respondió: «No tiene experiencia con el fútbol inglés. Ha venido aquí desde Japón, y ahora les está diciendo a todos cómo organizar nuestro fútbol. A menos que haya estado en la situación y tuviera la experiencia, entonces debería mantén la boca cerrada, firmemente cerrada».
La relación entre ambos gerentes era evidentemente hostil, para empezar Ferguson notó que Wenger fue el único entrenador con el que se encontró en la liga que no compartió una copa después de los partidos, una «tradición» del fútbol inglés. En una entrevista conjunta con The Times y Daily Mail en 2009, Wenger dijo que su descortesía fue confundida con desconfianza y que los gerentes «no pueden ser completamente amistosos y abiertos». Cuando se le preguntó si esta era la razón por la que evitaba la bebida después del partido, respondió: «La mayoría de las veces, sí. ¿Qué puede decir si ha ganado? Y si perdió, todo lo que desea hacer es llegar a casa y prepararse para el próximo juego».

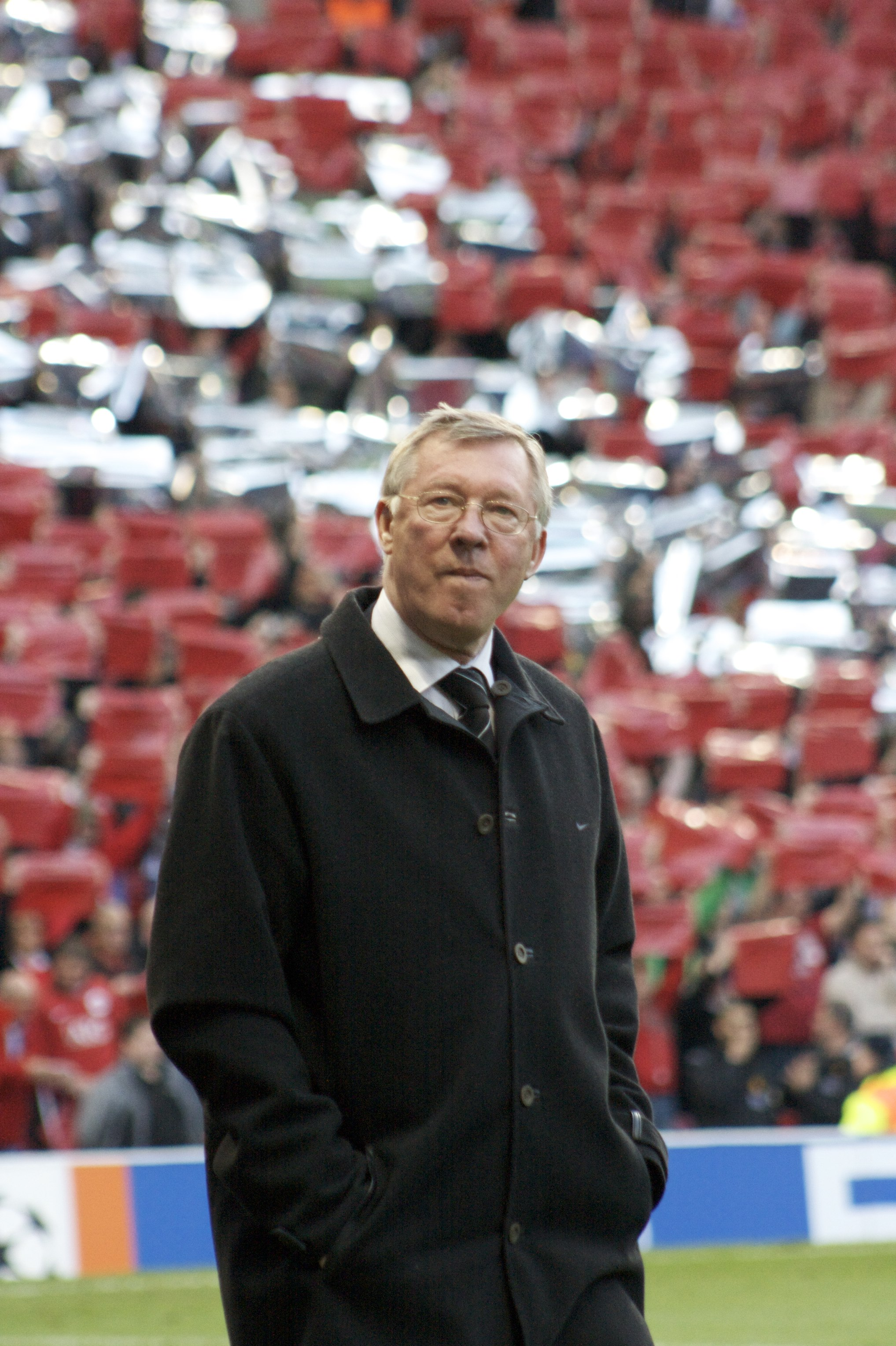
La relación de Alex Ferguson con Arsène Wenger se volvió cordial en los últimos años.

En enero de 2005, Ferguson y Wenger se vieron envueltos en un nuevo enfrentamiento por lo que había ocurrido en el túnel después del «Pizzagate». Ferguson alegó que Wenger llamó a sus jugadores «tramposos» y nunca se disculpó por el comportamiento de su equipo: «Es una desgracia, pero no espero que Wenger se disculpe nunca, es ese tipo de persona». Wenger luego afirmó que Ferguson era culpable de desacreditar el juego; le dijo a los reporteros que «nunca más responderá ninguna pregunta sobre este hombre», pero fue más allá para cuestionar el motivo de la prensa: «Lo que no entiendo es que él hace lo que quiere y usted está a sus pies». Ambos gerentes fueron presionados por el Servicio de Policía Metropolitana, luego el ministro de Deportes Richard Caborn y el presidente de la Premier League, Richard Scudamore, para poner fin a las disputas. Ferguson y Wenger acordaron atenuar sus palabras, en un intento de eliminar la rivalidad. En años posteriores, Ferguson dijo que la derrota del Arsenal «revolvió el cerebro de Arsène» y causó que su relación se rompiera por casi cinco años.
Los dos entrenadores han «intercambiado algunos de los mejores golpes verbales y más amargos del fútbol», según The Daily Telegraph. En 1997, Ferguson llamó a Wenger un «novato» por quejarse del programa y luego dijo sobre sus habilidades lingüísticas: «Dicen que es un hombre inteligente, ¿verdad? ¡Habla cinco idiomas!. Tengo un chico de 15 años de Costa de Marfil que habla cinco idiomas». Después de la derrota del Arsenal ante el Manchester United en febrero de 1997, un partido empañado por una revuelta entre Wright y Schmeichel, Wenger se refirió a la interferencia de Ferguson: «Me sorprendió ver a Ferguson en el campo porque solo pueden jugar once». Cuando Ferguson afirmó que su equipo jugó el mejor fútbol de Inglaterra durante la temporada 2001-02, Wenger dijo: «Todos piensan que tienen a la esposa más bonita en casa», un comentario que Ferguson inicialmente sospechó que era una burla de su propia esposa Cathy.
Tal fue la fascinación de los medios por los insultos de ambos gerentes entre sí, que los psicólogos fueron llevados a leer y contrastar sus personalidades. John Kramer, un psicólogo deportivo, sugirió en 2004 que Ferguson y Wenger usaron su rivalidad para relajarse antes de un partido importante. Para él, Ferguson era «... el maestro anterior en términos de crear un entorno para mantener a sus jugadores hambrientos» mediante el uso de un complejo de persecución; Wenger, por otro lado, difunde la psicología y prefiere «... decirle a sus jugadores que todos son excelentes e intentarán crear un entorno donde puedan mostrar sus habilidades». Kramer concluyó que los comentarios de ambos gerentes «añaden drama», pero fue insignificante en los juegos entre los dos clubes.
Ferguson en su autobiografía dijo que un importante punto de inflexión en su relación con Wenger fue después de la semifinal de la UEFA Champions League de 2009; el mánager del Arsenal invitó a su competidor al vestuario y lo felicitó por la victoria del United. Wenger dijo que su relación se había vuelto genial desde que su equipo dejó de competir con el Manchester United por los trofeos. El movimiento al Emirates Stadium en 2006 se cita a menudo como la razón por la cual, dado que coincidió con una fase de transición para el club. Varios jugadores de primer equipo con experiencia fueron desplazados en favor de los jóvenes y el estilo del fútbol se volvió más hacia la retención del balón. Ferguson evaluó que el cambio en la filosofía demostró que a Wenger no le «gustaba mezclarlos demasiado con los jugadores de mayor edad»; También sintió que el equipo carecía de un equilibrio muy necesario entre el ataque y la defensa.

## Transmisiones de radio y televisión
El crecimiento de la rivalidad durante la década de 1990 atrajo la atención de las estaciones televisivas y esto llevó a que las estaciones reprogramen los encuentros a las 3 p. m. hora de mayor audiencia en el Reino Unido. Los partidos de liga a menudo se transmiten en Sky Sports, antiguamente tan temprano como a las 11:15 a. m.; mientras que los juegos de copa se emiten en los canales principales, BBC One e ITV. En el punto álgido de la rivalidad, los juegos en Sky habían sido considerados como decisivos de títulos, y el juego fue resumido por Martin Tyler y Andy Gray. El partido de abril de 2003 en Highbury, anunciado como «Face Off» –cara a cara–, fue visto por 3,4 millones de espectadores británicos, mientras que la final de la FA Cup de 2005 fue vista por más de 480 millones de espectadores en todo el mundo.
En agosto de 1999, las dos partes participaron en el primer partido de fútbol interactivo del mundo, y 11 años después aparecieron en la primera transmisión deportiva de TV en 3D del mundo, ambos eventos probados por Sky. Para conmemorar el 80 aniversario del primer comentario de radio y fútbol americano, la BBC reintrodujo su "sistema de cuadrícula" para ayudar a los oyentes a visualizar la acción entre el Arsenal y el Manchester United en enero de 2007. El músico David Gray fue invitado, John Murray describió la acción y James Alexander Gordon decía los números de la cuadrícula para explicar dónde estaba la pelota.
La rivalidad se exploró en un especial de ITV4, Keane & Vieira: Best of Enemies, emitido por primera vez en diciembre de 2013. El documental juntó a los antiguos capitanes discutiendo sobre su relación, las opiniones de sus respectivos entrenadores y lo que pensaban el uno del otro.

## Futbolistas que han jugado en ambos clubes

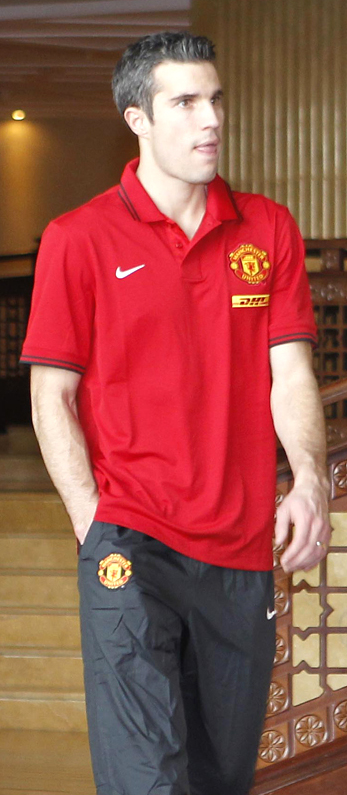
Robin van Persie cambió el Arsenal por el Manchester United en agosto de 2012.

### Arsenal, luego Manchester United
| Nombre           | Pos. | Arsenal   | Manchester United |
| ---------------- | ---- | --------- | ----------------- |
| David Herd       | DEL  | 1954–1961 | 1961–1968         |
| Ian Ure          | MED  | 1963–1969 | 1969–1971         |
| George Graham    | DEL  | 1966–1972 | 1972–1974         |
| Frank Stapleton  | DEL  | 1971–1981 | 1981–1987         |
| Viv Anderson     | DEF  | 1984–1987 | 1987–1991         |
| Andy Cole        | DEL  | 1989–1992 | 1995–2001         |
| Robin van Persie | DEL  | 2004–2012 | 2012–2015         |
| Alexis Sánchez   | DEL  | 2014–2018 | 2018–2019         |

### Manchester United, luego Arsenal
| Nombre             | Pos. | Manchester United | Arsenal   |
| ------------------ | ---- | ----------------- | --------- |
| Paddy Sloan        | DEL  | 1937–1939         | 1946–1948 |
| Jimmy Rimmer       | POR  | 1965–1974         | 1974–1977 |
| Brian Kidd         | DEL  | 1967–1974         | 1974–1976 |
| Jim Leighton       | POR  | 1988–1991         | 1991      |
| David Platt        | MED  | 1982–1985         | 1995–1998 |
| Mikaël Silvestre   | DEF  | 1999–2008         | 2008–2010 |
| Danny Welbeck      | DEL  | 2008–2014         | 2014–19   |
| Henrikh Mkhitaryan | DEL  | 2016–2018         | 2018–19   |

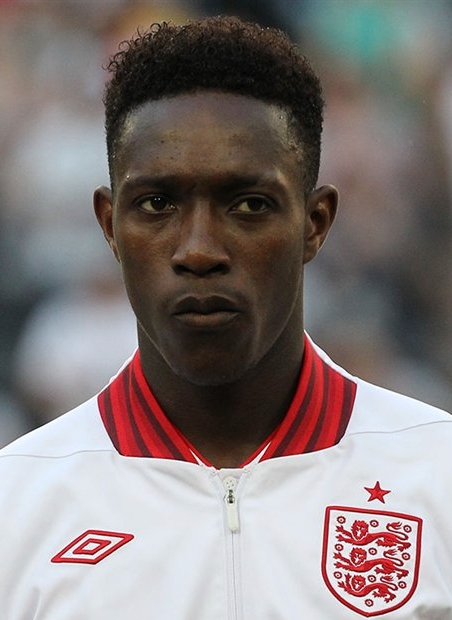
Danny Welbeck cambió el Manchester United por el Arsenal en septiembre de 2014.

Note: David Platt nunca jugó un juego de alto nivel para el United, Jim Leighton nunca jugó un juego de alto nivel para el Arsenal.

## Estadísticas
Todas las cifras hasta el último partido jugado el 17 de agosto de 2025.

### Palmarés
- Los números con fondo están en cursiva para indicar que el club tiene un récord en la competencia.

| Competencia             | Arsenal | Manchester United | Total |
| ----------------------- | ------- | ----------------- | ----- |
| Premier League          | 13      | 20                | 33    |
| FA Cup                  | 14      | 13                | 27    |
| EFL Cup                 | 2       | 6                 | 8     |
| Community Shield        | 17      | 21                | 38    |
| League Centenary Trophy | 1       | —                 | 1     |
| UEFA Champions League   | —       | 3                 | 3     |
| UEFA Europa League      | —       | 1                 | 1     |
| Copa de Ferias          | 1       | —                 | 1     |
| Recopa de Europa        | 1       | 1                 | 2     |
| UEFA Super Cup          | —       | 1                 | 1     |
| Copa Intercontinental   | —       | 1                 | 1     |
| Mundial de Clubes       | —       | 1                 | 1     |
| General                 | 49      | 68                | 117   |

### Resultados de mano a mano
Actualizado a día 17 de agosto de 2025.
| Competición                      | Part. | Arsenal | Empates | Man. United | G. Arsenal | G. Man. United |
| -------------------------------- | ----- | ------- | ------- | ----------- | ---------- | -------------- |
| Football League/Premier League   | 213   | 78      | 50      | 85          | 299        | 316            |
| FA Cup                           | 17    | 6       | 3       | 8           | 21         | 23             |
| Copa de la Liga                  | 6     | 2       | 0       | 4           | 12         | 15             |
| Football League Centenary Trophy | 1     | 1       | 0       | 0           | 2          | 1              |
| FA Community Shield              | 6     | 4       | 2       | 0           | 14         | 7              |
| UEFA Champions League            | 2     | 0       | 0       | 2           | 1          | 4              |
| Total                            | 245   | 91      | 55      | 99          | 349        | 366            |

### Tabla histórica de goleadores
Nota: En negrita jugadores en activo en alguno de los dos equipos. En caso de empate indicado en primer lugar el de mejor promedio goleador.
| #  | Jugador           | Equipo                  | Liga | Liga | FA Cup | FA Cup | Copa de la Liga | Copa de la Liga | Supercopa | Supercopa | Copa de Europa | Copa de Europa | Total | Total | Total |
| #  | Jugador           | Equipo                  | P.J. | G.   | P.J.   | G.     | P.J.            | G.              | P.J.      | G.        | P.J.           | G.             | P.J.  | G.    | G/P   |
| -- | ----------------- | ----------------------- | ---- | ---- | ------ | ------ | --------------- | --------------- | --------- | --------- | -------------- | -------------- | ----- | ----- | ----- |
| 1  | Wayne Rooney      | Manchester United F. C. | 24   | 9    | 4      | 3      | —               | —               | —         | —         | 2              | —              | 30    | 12    | 0.4   |
| 2  | David Herd        | Ambos clubes            | 18   | 11   | —      | —      | —               | —               | —         | —         | —              | —              | 18    | 11    | 0.61  |
| 3  | Jack Rowley       | Manchester United F. C. | 15   | 9    | 1      | —      | —               | —               | 1         | 1         | —              | —              | 17    | 10    | 0.59  |
| 4  | Thierry Henry     | Arsenal F. C.           | 14   | 8    | 2      | —      | —               | —               | 2         | 1         | —              | —              | 18    | 9     | 0.5   |
| =  | Cristiano Ronaldo | Manchester United F. C. | 14   | 7    | 2      | —      | —               | —               | —         | —         | 2              | 2              | 18    | 9     | 0.5   |
| 6  | Denis Law         | Manchester United F. C. | 17   | 8    | —      | —      | —               | —               | —         | —         | —              | —              | 17    | 8     | 0.47  |
| 7  | Mark Hughes       | Manchester United F. C. | 19   | 6    | —      | —      | 1               | 1               | 1         | 1         | —              | —              | 21    | 8     | 0.38  |
| 8  | Malcolm Macdonald | Arsenal F. C.           | 4    | 5    | —      | —      | 1               | 2               | —         | —         | —              | —              | 5     | 7     | 1.4   |
| 9  | Tommy Taylor      | Manchester United F. C. | 10   | 7    | —      | —      | —               | —               | —         | —         | —              | —              | 10    | 7     | 0.7   |
| 10 | Stan Pearson      | Manchester United F. C. | 14   | 6    | 1      | 1      | —               | —               | —         | —         | —              | —              | 15    | 7     | 0.47  |

### Jugadores con mayor cantidad de encuentros disputados
Nota: resaltados los jugadores en activo. En caso de empate indicado en primer lugar el jugador que antes alcanzase la cifra.
| # | Jugador          | Equipo            | Liga | Copa | Copa de la Liga | Supercopa | Copa de Europa | Total |
| - | ---------------- | ----------------- | ---- | ---- | --------------- | --------- | -------------- | ----- |
| 1 | Ryan Giggs       | Manchester United | 38   | 6    | —               | 4         | 2              | 50    |
| 2 | Tony Adams       | Arsenal F. C.     | 27   | 3    | 1               | 2         | —              | 33    |
| 3 | Paul Scholes     | Manchester United | 20   | 7    | —               | 4         | —              | 31    |
| 4 | David O'Leary    | Arsenal F. C.     | 25   | 3    | 2               | —         | —              | 30    |
| 5 | Lee Dixon        | Arsenal F. C.     | 24   | 2    | 1               | 3         | —              | 30    |
| 6 | Gary Neville     | Manchester United | 24   | 4    | —               | 2         | —              | 30    |
| 7 | Wayne Rooney     | Manchester United | 24   | 4    | —               | —         | 2              | 30    |
| 8 | Bobby Charlton   | Manchester United | 28   | 1    | —               | —         | —              | 29    |
| 9 | Nigel Winterburn | Arsenal F. C.     | 22   | 3    | 1               | 3         | —              | 29    |

### Récords
- Primer encuentro competitivo: Newton Heath 3–3 Woolwich Arsenal, Second Division, 13 de octubre de 1894[114]
- Primer encuentro en FA Cup: Manchester United 2–3 Arsenal, cuarta ronda, 10 de marzo de 1906[114]
- Primer encuentro de Copa de la Liga: Arsenal 3–2 Manchester United, segunda ronda, 30 de agosto de 1977[114]
- Primer encuentro Europeo: Manchester United 1–0 Arsenal, UEFA Champions League semifinal, 6 de abril de 2009[119]
- Primera victoria de visitante del Arsenal: 1–0 vs Manchester United, Second Division, 15 de marzo de 1902[114]
- Primera victoria de visitante del Manchester United: 2–0 vs Arsenal, Second Division, 3 de abril de 1897[114]
- Encuentro con más goles: Manchester United 8–2 Arsenal, Premier League, 28 de agosto de 2011[114]
- Victoria por mayor margen (Manchester United): 6 goles, 8–2 vs Arsenal, Premier League, 28 de agosto de 2011[114]
- Victoria por mayor margen (Arsenal): 5 goles, 5–0 vs Manchester United, FA Cup cuarta ronda, 30 de enero de 1937[114]
- Victorias consecutivas (Manchester United): 5 encuentros, 6 de septiembre de 1983 – 24 de agosto de 1985[114]
- Victorias consecutivas (Arsenal): 4 encuentros, 9 de noviembre de 1997 – 20 de septiembre de 1998[114]
- Invicto más largo (Manchester United): 9 encuentros, 6 victorias y 3 empates desde el 20 de noviembre de 1954 al 11 de octubre de 1958[114]
- Invicto más largo (Arsenal): 5, 4 victorias y 1 empates desde el 5 de abril de 1922 al 28 de diciembre de 1926[114]
- Empates consecutivos: 3 encuentros, 26 de septiembre de 1981 – 25 de septiembre de 1982[114]
- Más juegos entre los clubes en una sola temporada: 5 encuentros, en la temporada 1998–99 y la temporada 2004–05[114]
- Goleador del enfrentamiento: Wayne Rooney –12 goles–, Manchester United.[120] He scored on his League debut for the club against Arsenal on 24 de octubre de 2004.[121]
- Más partidos: Ryan Giggs –50 partidos–, Manchester United[122]
- Mayor asistencia en liga: 83,260 en Maine Road, First Division, 17 de enero de 1948[123]